# Teatro nazionale croato di Fiume
Il teatro nazionale croato Ivan de Zajc (in croato: Hrvatsko narodno kazalište Ivana pl. Zajca) è il principale teatro della città di Fiume.

## Storia
Il primo teatro nella cittadina adriatica fu costruito nel 1765. Nei primi anni ottanta del XIX secolo il sindaco di Fiume Giovanni de Ciotta deliberò la costruzione di un nuovo teatro comunale.
I lavori, affidati al celebre studio viennese Fellner e Helmer, iniziarono nel 1883 e terminarono due anni dopo. Gli interni della struttura furono dotati delle più moderne tecnologie, come ad esempio l'illuminazione elettrica. Il soffitto dell'auditorium fu decorato da Franz Matsch e dai fratelli Ernst e Gustav Klimt. La facciata, il cui caratteristico timpano fu disegnato dallo studio Kaufungen e Fritsch, mentre le sculture poste ai quattro angoli del tetto sono opera dell'italiano Augusto Benvenuti.
Il 3 ottobre 1885 il teatro fu solennemente inaugurato con l'Aida di Giuseppe Verdi. Il 20 ottobre 1946, dopo l'annessione di Fiume alla Jugoslavia, vi fu rappresentata la prima opera in lingua croata, il dramma pastorale Dubravka, di Giovanni Francesco Gondola.
Nel 1913 il teatro fu intitolato a Giuseppe Verdi  per diventare nel 1946 Teatro del Popolo di Fiume, con al suo interno Opera e Balletto, Dramma Croato e Dramma Italiano, compagnia italofona della minoranza italiana in ex Jugoslavia prima e Croazia e Slovenia poi. Dal 1953 è stato intitolato al compositore croato Ivan Zajc. L'attuale nome viene assunto a partire dal 1994.

## Descrizione
Il teatro, che richiama quello di Zagabria, presenta un pronao e colonne classicheggianti e nella facciata delle sculture di Augusto Benvenuti. Gli interni invece sono di gusto neobarocco con stucchi dorati.